# Baanfiets

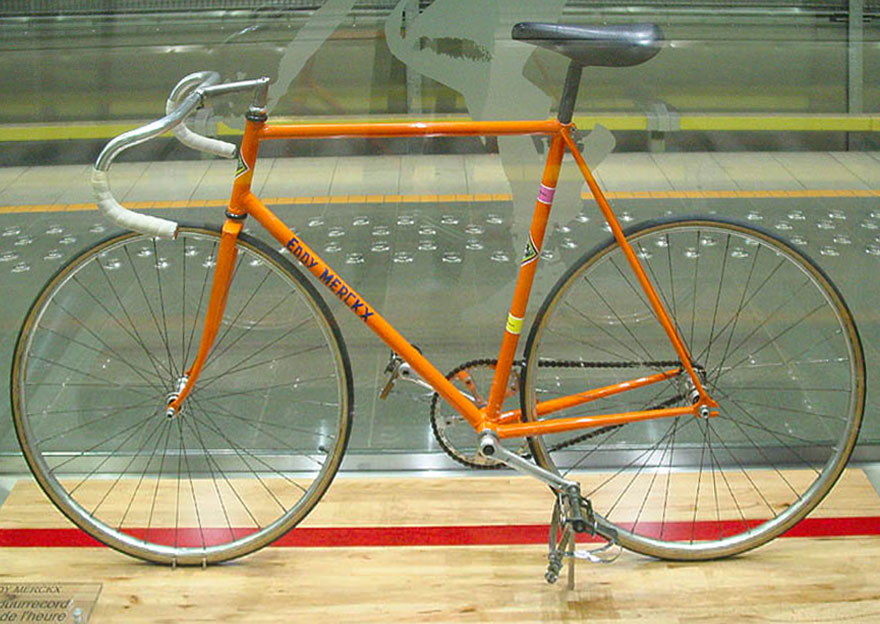
De baanfiets waarmee Eddy Merckx in 1972 het werelduurrecord reed

Een baanfiets is een fiets speciaal ontworpen en gemaakt voor het gebruik op een wielerbaan. 
Het is een racefiets waaraan veel onderdelen ontbreken: er zijn geen remmen, geen versnelling  en geen freewheel. 
De hoek van het stuur ten opzichte van het fietsframe en de breedte van het stuur zijn anders dan bij de racefietsen die gewoonlijk op de weg worden gebruikt.
De uitvaleinden in de achtervork zijn naar achteren gericht, net zoals het geval is bij de traditionele Hollandse opoefiets, terwijl deze bij een wegracefiets naar voren zijn gericht. Kettingspanners zijn niet nodig daar de ketting precies op maat is gemaakt voor het frame. 
De baanfiets is sinds zijn ontstaan in principe niet veranderd, alleen de materialen waarvan de baanfietsen worden gemaakt zijn veranderd en verbeterd.
Er bestaan ook baantandems, voor twee wielrenners, deze worden ook bij enkele disciplines voor para-atleten gebruikt.